# 三民主义新闻思想
三民主义新闻思想，是以三民主义为新闻事业指导之思想。以孙中山为代表的革命报人，为中国政党报刊思想的完成做出了重要的贡献。1930年，国民党提出“党报原则”：「以三民主义为最高指导原则，以党的政纲为宣传材料；坚持党的立场，以中央的态度为态度，严守党的秘密，绝对受上级党部的指挥；尽量避免为一派一系所利用，维持党德。」此后，围绕三民主义的最高原则，国民党人阐述了其新闻思想。马星野发表论文《三民主义的新闻事业建设》中，第一次明确论述了「三民主义的新闻事业」。

## 新闻事业的目标
按照对民族主义、民生主义、民权主义的理解，新闻事业中的民族主义是关于报业在国家民族中的地位和作用问题，即报业的生存和发展的问题；民生主义是关于政府和人民的关系问题，即报业怎样实现自己的目标，怎样为国家和人民服务；有人认为言论出版自由是民权主义的最好保障，马星野认为英美式的言论出版自由理论上能充分表示民意、发展民权，实际上却令人怀疑。他也反对言论统制、新闻通知的主张，反对将报纸仅仅作为政治工具。

## 报业的地位和作用
国民党十分重视报业的地位，蒋介石以「国民的导师」自居，他也将报纸比作「国民的导师」：「报纸是国民的导师，报纸的言论记载，影响国民的心理甚大……所以舆论界的责任，比任何（事业）都大。」。1940年3月23日蒋介石在中央政治学校新闻专修班甲组毕业典礼上作《今日新闻业之责任》训词，强调：「新闻记者应为国家意志所由表现之喉舌，亦即社会民众赖以启迪之导师。」国民党将新闻业的重要性，提高到关系「革命事业」成败的地步。蒋介石在该训词中说：「我国50年来国民革命之事业，由萌芽而发生、而成熟，皆与新闻界有极深之关系，其消长进退之机，亦视为新闻界之认识与努力以为断。凡新闻界之努力与建国方针相适合，革命之进展必迅速，反是则必迟滞，今当全国努力抗战之时，我新闻界为国奋斗责任之重大，实不亚于前线冲锋陷阵之战士。如何宣扬国策，同意过伦，提振忍心，一致迈进，达到驱逐敌寇，复兴民族之目的，而完成三民主义国家之建设，实唯新闻界积极奋斗是赖。」蒋介石十分重视新闻业，1940年7月16日在中央政治学校新闻专修班毕业典礼上又做另一训词《怎样做一个现代新闻记者》：「我们以后要抗战胜利，建国完成，新闻事业作为宣传工作主要部门所负的责任是特别重大……我们要实行三民主义，建设现代国家，就要先宣扬国策，能发动民众，群策群力，以收事半功倍的效。」

## 报业与政党和人民的关系
蒋介石在公开言论中表示：「党报代表党和代表人民，是统一的，为党和国家发言，就是替人民大众讲话，新闻事业在党、国家和人民之间充当了一种桥梁作用。」他还强调，「新闻第一要迅速，新闻之所以成为新闻，就在于内容的新颖；第二要确实，如果新闻宣传失实，或者完全虚构，结果必然失掉读者的信任；第三不仅报道官方政治新闻，而且应该面向经济建设、面向工农大众的新闻方向发展。」《中央日报》社长程沧波在该组该报社论《敬告读者》（1932年5月8日）中提出：「依吾人之见，党之利益，与人民之利益，若合符节。换言之，人民之利益即党之利益，为人民利益而言，极为党之利益而言。固本報为党之喉舌，即为人民之喉舌。」

## 报业体制和管理理念
按照马星野对民主主义新闻事业的解释，民生主义是以生产工具国有化为最终理想，所以中国报业最后应当是国有制。第一，要发展国营的新闻事业，采用最新的科学方法，为将来纯国营新闻业奠定基础。第二，对于私营的新闻业，凡不合于需要及贻害国家民族及社会者，要加以取缔及扑灭。第三，对于善良的新闻报纸，国家要高度予以保护，使其欣欣向荣，作为国营新闻事业的辅助。要重点发展国营新闻业，及党报和军报两个国营新闻事业体系。他在《三民主义的新闻事业建设》中还强调，对民生主义新闻业的研究，是要研究新闻业如何经营、如何组织、怎样生产、怎样分派。在这样的理念下，国民党一致很重视对党营新闻業的经营管理，以淡化党性来达到经营之效。
另一方面，蒋介石十分强调党报应该以宣传为本位。「我们从事党国的宣传工作，无论办报纸办刊物，一定要求其销行之普及，而不可以营利为目的」，新闻事业「不仅不能以营利为目的，而且要不惜成本，不惜牺牲，充实内容，提高效率」。

## 以民权主义为新闻控制的理论基础
对于民权主义的新闻事业，有如下三点：「凡鼓吹阶级利益，少数人利益，及派别利益的报纸，都要予以限制或不许其存在」；第二，「革命人权，不是天赋人权，凡是反革命者不许享受民权」；第三，权能分开，政府有充分的职权，人民有充分的政权。「报在专制时代，则利用攻击，以政府非人民之政府。报纸在共和时代，则不利用攻击，以政府乃人民之政府。」第四，民权主义主张「扩大自由之意义，主义团体尤其是国家之自由，不注重个体的自己；注重个人对他人之义务，而不注重于整个人之权利」。因此「党报记载自由及批评自由与国家利益社会利益有冲突之时，报纸要牺牲其自由；党报只执记载权利与批评权利，侵入其他个人或团体应有权利知识，报纸也应守着义务而牺牲其权利。」这些理论，成为国民党控制新闻业的基本出发点。

### 引用
1. ↑  马星野,《三民主义的新闻事业建设》
2. ↑  《蒋主席对记者之演说词》，《中央日报》，1929-7-11
3. 1 2  《新闻学季刊》，1940
4. ↑  《怎样做一个现代新闻记者》

### 书籍
- 陈昌凤《中国新闻传播史：传播社会学的视角》（第二版），清华大学出版社
- 马星野，《三民主义的新闻事业建设》，《青年中国》创刊号，1939年9月30日
- 《新闻学季刊》，1940